# Лобарев, Иван Филиппович
Иван Филиппович Лобарев  (25 декабря 1922 — 3 января 1995) — советский военачальник, участник Великой Отечественной войны, командующий ВВС Уральского военного округа, генерал-лейтенант авиации, Военный лётчик 1-го класса.

## Биография
Родился 25 декабря 1922 года в станице Сухой Дол Донской области. Украинец. Член ВЛКСМ с 1938 года. Ещё будучи учеником 9 класса, начал летать на самолете У-2 в Ворошиловградском аэроклубе.
В 1940 году поступил, а в 1941 году окончил Ворошиловградскую авиационную школу и сразу же ушел на фронт.
В начале 1942 года в числе наиболее подготовленных летчиков переучился на самолеты Бостон III . К боевым действиям приступил с 6 августа 1942 года в звании сержанта и в должности пилота 859-го ближнебомбардировочного авиационного полка в составе 219-й бомбардировочной авиационной дивизии 4-й воздушной армии Закавказского фронта.
Первую боевую награду орден Красной Звезды получил 9 сентября 1942 года. Вскоре был награждён орденом Красного Знамени.
10 октября 1942 года выполнил специальное задание одиночным экипажем по данным агентурной разведки. Уничтожил бомбовым ударом здание ресторана в г. Пятигорск. Там проходили торжества по случаю награждения гитлеровских войск. Под развалинами здания погибло только офицеров более 40 человек. За выполнение этого задания был награждён орденом Отечественной войны II степени.
Дальнейшую службу проходил в должности лётчика 366-го отдельного разведывательного авиационного полка. Выполнял полеты на дальнюю воздушную разведку районов Крыма, Запорожья, Каховки, Мелитополя и Херсона.
При выполнении 9 января 1943 года дальней разведки района Пятигорска, Георгиевска, Сальска, Батайска и Ростова обнаружил значительное скопление авиации противника на аэродроме Сальск — 200 самолетов, данные разведки передал про радио, но сам был атакован двумя Ме-109 и был сбит над территорией противника. Стрелок погиб, а штурман был ранен. Старший лейтенант Лобарев несколько суток нёс штурмана на себе и вытащил через линию фронта. Чтобы поддержать силы штурмана, жевал початки кукурузы и этим кормил товарища. Был представлен к званию Героя Советского Союза. После госпиталя приступил к боевой работе с 22 мая 1943 года. Войну закончил гвардии старшим лейтенантом, командиром эскадрильи 164-го гвардейского отдельного разведывательного Керченского Краснознаменного авиационного полка.
После войны продолжал службу в ВВС. Участвовал в Параде Победы 24 июня 1945 года в составе сводного полка Второго Белорусского фронта правофланговым батальона летчиков.
В 1953 году окончил Военно-Воздушную академию в Монино. Несколько лет без единой аварии командовал авиационным полком в Липецком Центре подготовки летного состава. Освоил 15 типов самолетов, общий налет более 3600 часов.
Окончил Военную академию Генерального штаба. Занимал различные командные должности. В 1960—1968 годах заместитель начальника и начальник Балашовского ВВАУЛ. С ноября 1967 года генерал-майор авиации. С 1968 г. заместитель командующего авиацией Приволжского военного округа по боевой подготовке, с 1971 командующий ВВС Уральского военного округа. В 1974 году уволен в запас в звании генерал-лейтенанта авиации.
Проживал в Монино. Вел активную общественную работу, был председателем Совета ветеранов Монинского гарнизона.
Умер 3 января 1995 года. Похоронен в Москве.

## Награды
- Орден Красного Знамени
- Орден Красного Знамени
- Орден Отечественной войны I степени[5]
- Орден Отечественной войны II степени
- Орден Красной Звезды
- Орден Красной Звезды
- Орден Красной Звезды
- медали
- Бронзовая медаль ВДНХ (1968)[6]